# Тепловка (Вольский район)
Тепловка — село в Вольском районе Саратовской области. Входит в состав Терсинского муниципального образования. Основано во второй половине XVII века.

## География
Село находится в северо-восточной части Саратовского Правобережья, в пределах Приволжской возвышенности, на   берегах реки Артаниха, на расстоянии примерно 8 километров (по прямой) к северо-востоку от от восточной окраины города Вольска, административного центра района. 

### Климат
Климат характеризуется как умеренно континентальный с холодной малоснежной зимой и жарким сухим летом. Среднегодовая температура воздуха — 5,1 °C. Абсолютный минимум температуры воздуха самого холодного месяца (января) составляет −43 °C; абсолютный максимум самого тёплого месяца (июля) — 39 °C. Безморозный период длится в течение 147 дней в году. Среднегодовое количество атмосферных осадков — 417 мм, из которых 230 мм выпадает в период с апреля по октябрь. Снежный покров держится в среднем 143 дня в году.

### Часовой пояс
Село Тепловка, как и вся Саратовская область, находится в часовой зоне МСК+1. Смещение применяемого времени относительно UTC составляет +4:00.

## Население
| 2002 | 2010 |
| ---- | ---- |
| 401  | ↘306 |

### Национальный состав
Согласно результатам переписи 2002 года, в национальной структуре населения русские составляли 80 % из 401 чел.

## Инфраструктура
Личное подсобное хозяйство с зоной сельскохозяйственного использования, индивидуальная застройка усадебного типа.
Основа экономики — сельское хозяйство.
Фельдшерско-акушерский пункт. Основная общеобразовательная школа-детский сад.

## Памятные места, достопримечательности
Памятник односельчанам, погибшим в годы Великой Отечественной войны

## Транспорт
Автобусное сообщение с райцентром. Остановка общественного транспорта «Тепловка».